# Psorospermum baumii
Psorospermum baumii är en johannesörtsväxtart som beskrevs av Adolf Engler. Psorospermum baumii ingår i släktet Psorospermum och familjen johannesörtsväxter. Inga underarter finns listade i Catalogue of Life.